# Cryptops megaloporus
Cryptops megaloporus är en mångfotingart som beskrevs av Haase 1887. Cryptops megaloporus ingår i släktet Cryptops och familjen Cryptopidae. Inga underarter finns listade i Catalogue of Life.